# Laiz (Ain)
Laiz ist eine französische Gemeinde mit 1.292 Einwohnern (Stand: 1. Januar 2022) im Département Ain in der Region Auvergne-Rhône-Alpes; sie gehört zum Arrondissement Bourg-en-Bresse und zum Kanton Vonnas. Die Einwohner werden Laiziens genannt.

## Geographie
Die Gemeinde Laiz liegt in der Landschaft Bresse an der Petite Veyle, etwa sieben Kilometer südsüdöstlich von Mâcon und etwa 26 Kilometer westnordwestlich von Bourg-en-Bresse. 
Umgeben ist Laiz von den Nachbargemeinden Pont-de-Veyle im Norden, Saint-Jean-sur-Veyle im Norden und Nordosten, Biziat im Osten und Südosten, Saint-André-d’Huiriat im Süden, Cruzilles-lès-Mépillat im Süden und Südwesten sowie Grièges im Westen.

## Bevölkerungsentwicklung
| Jahr                       | 1962 | 1968 | 1975 | 1982 | 1990 | 1999 | 2011 | 2021 |
| Einwohner                  | 413  | 388  | 433  | 567  | 806  | 986  | 1213 | 1299 |
| Quellen: Cassini und INSEE |      |      |      |      |      |      |      |      |

## Sehenswürdigkeiten
- Kirche Saint-Laurent aus dem 12. Jahrhundert
- Monumentalkreuze

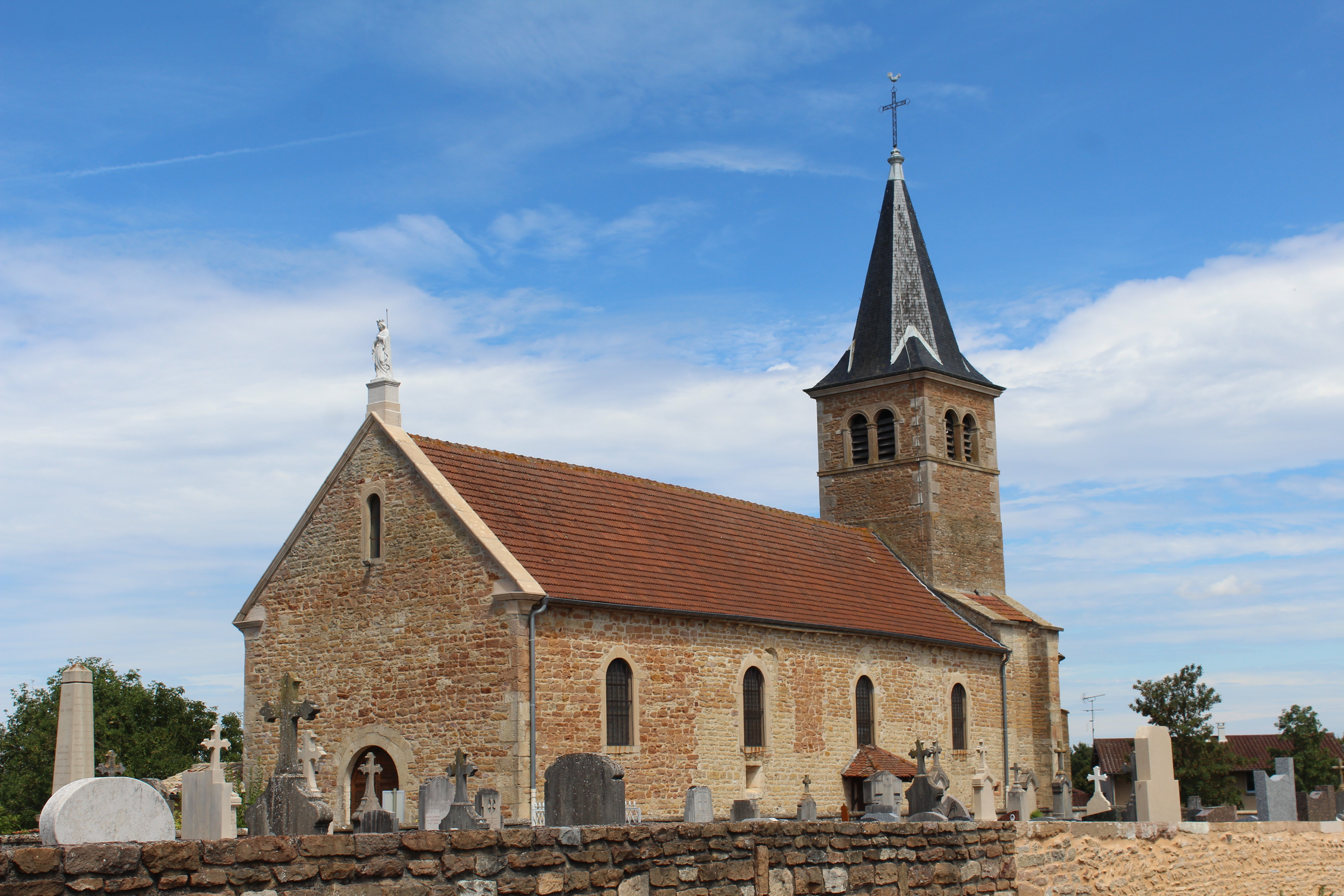
Kirche Saint-Laurent
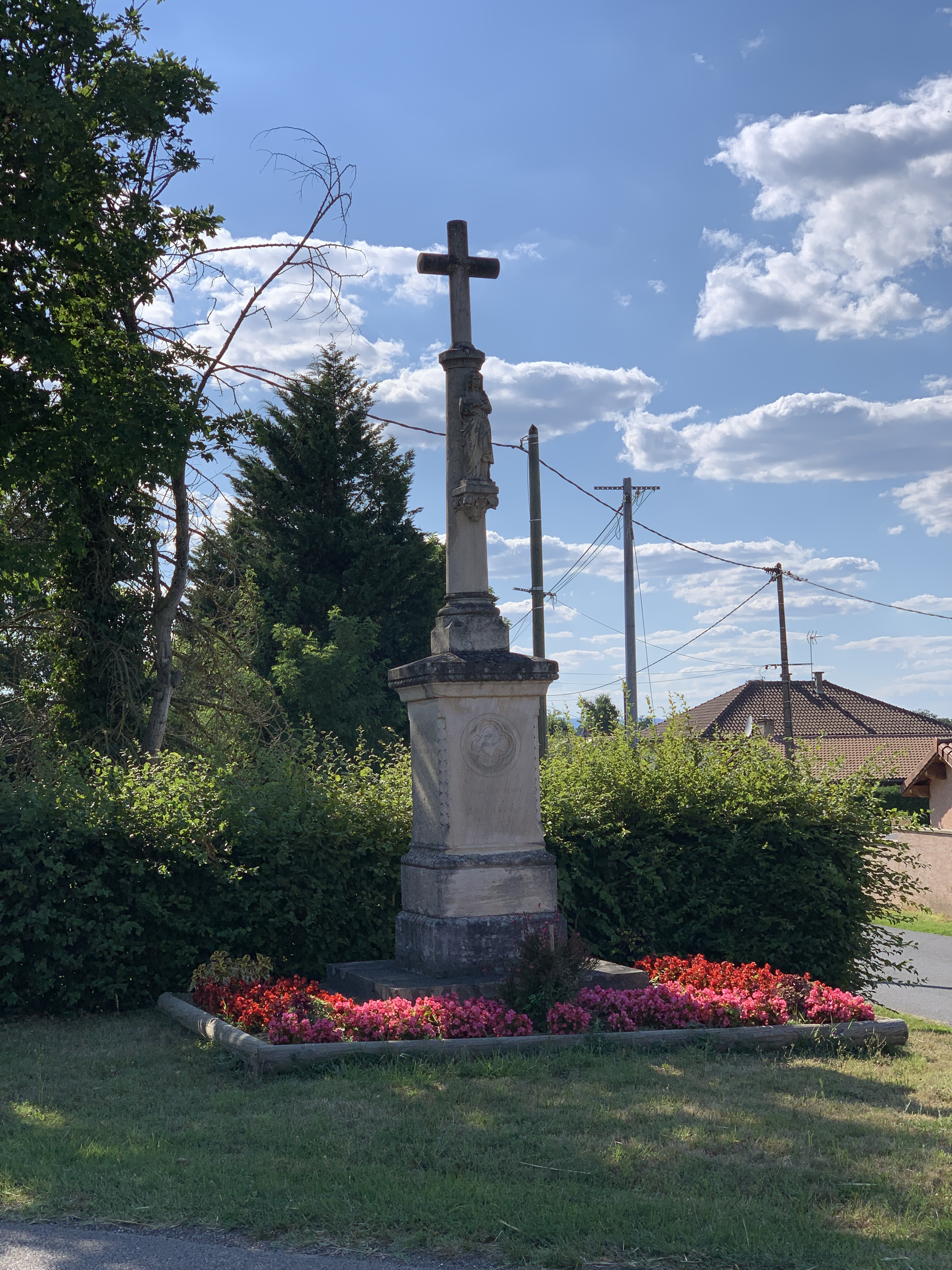
Croix Mons
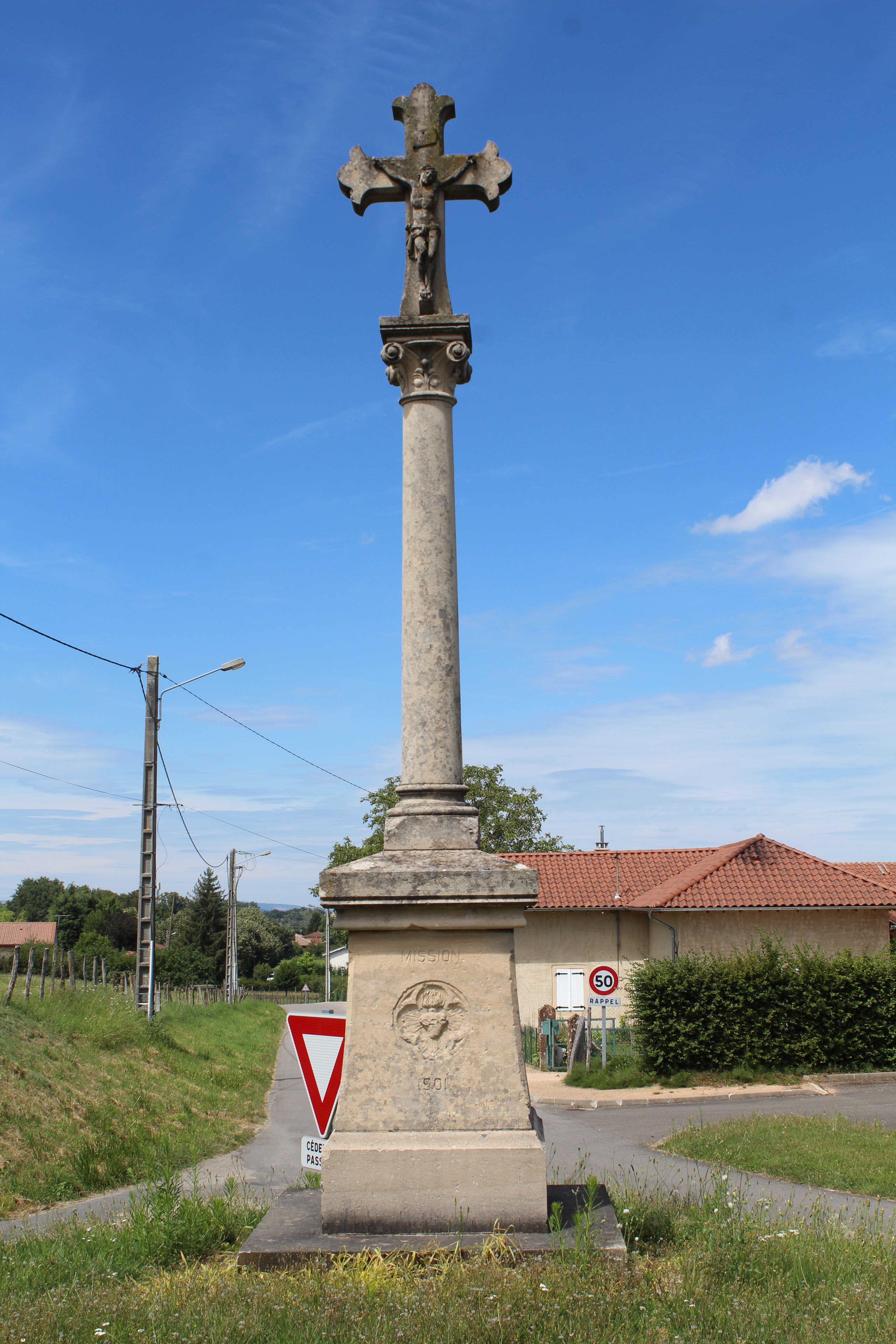
Croix Paradis
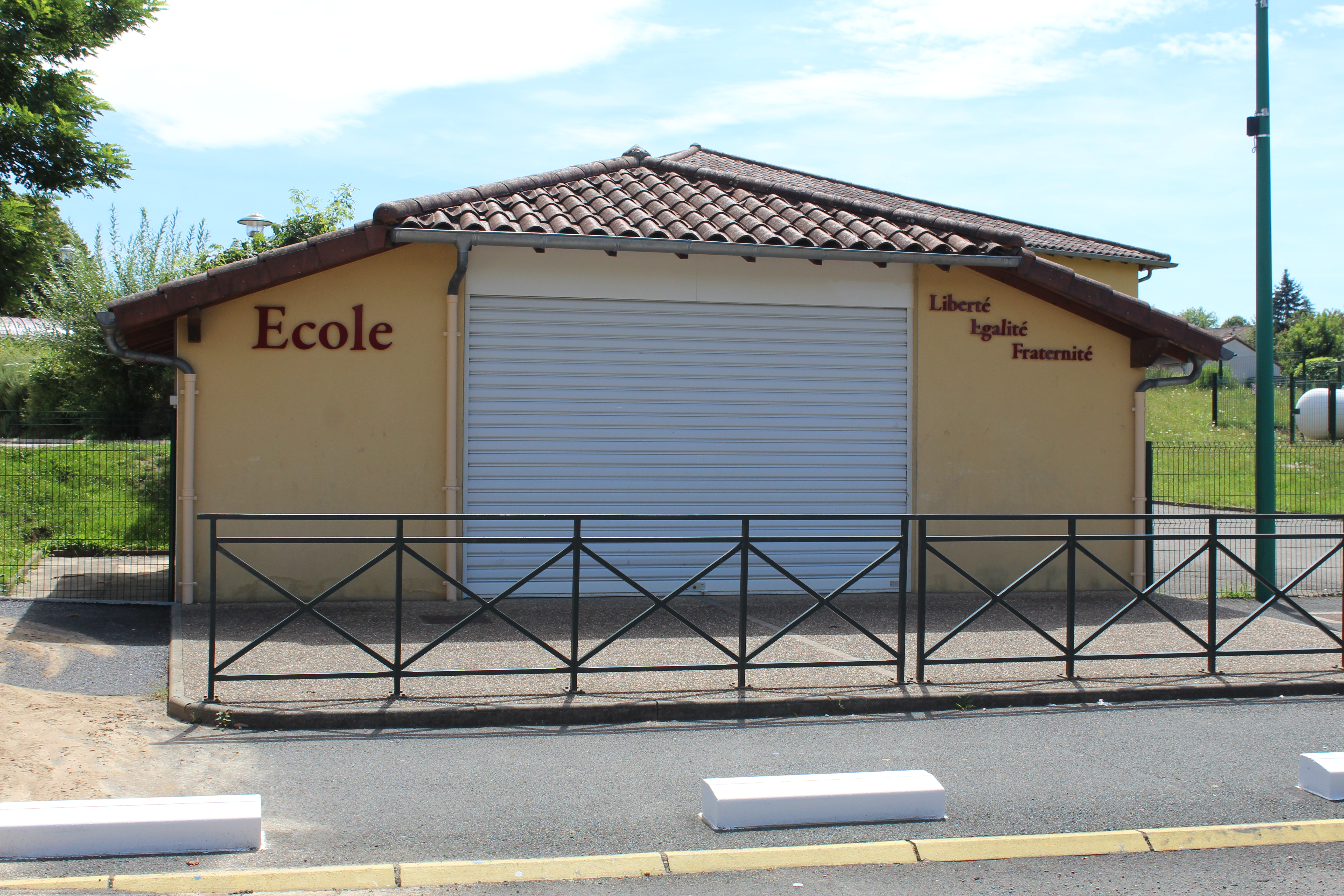
Schule
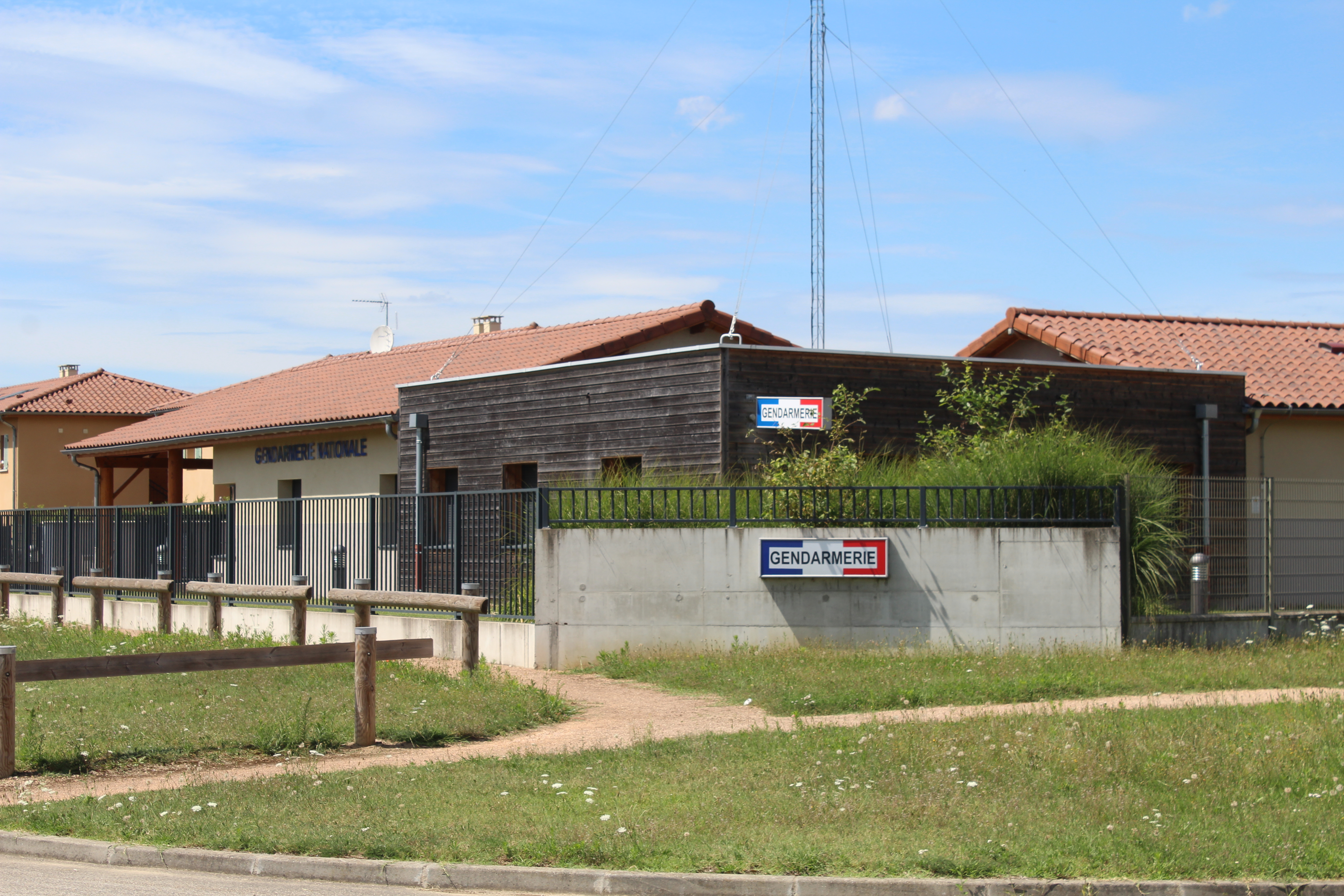
Gendarmeriekaserne
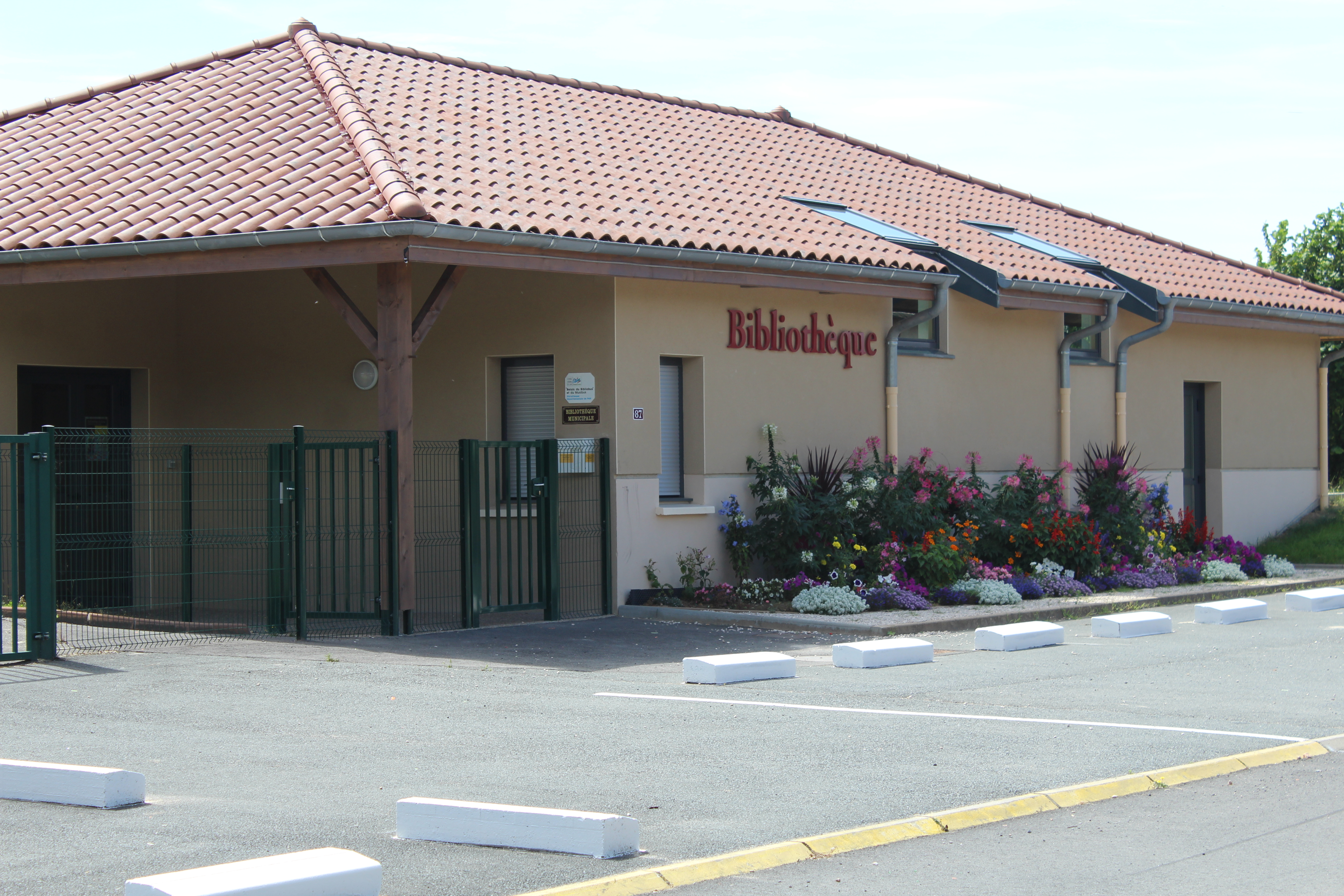
Bibliothek
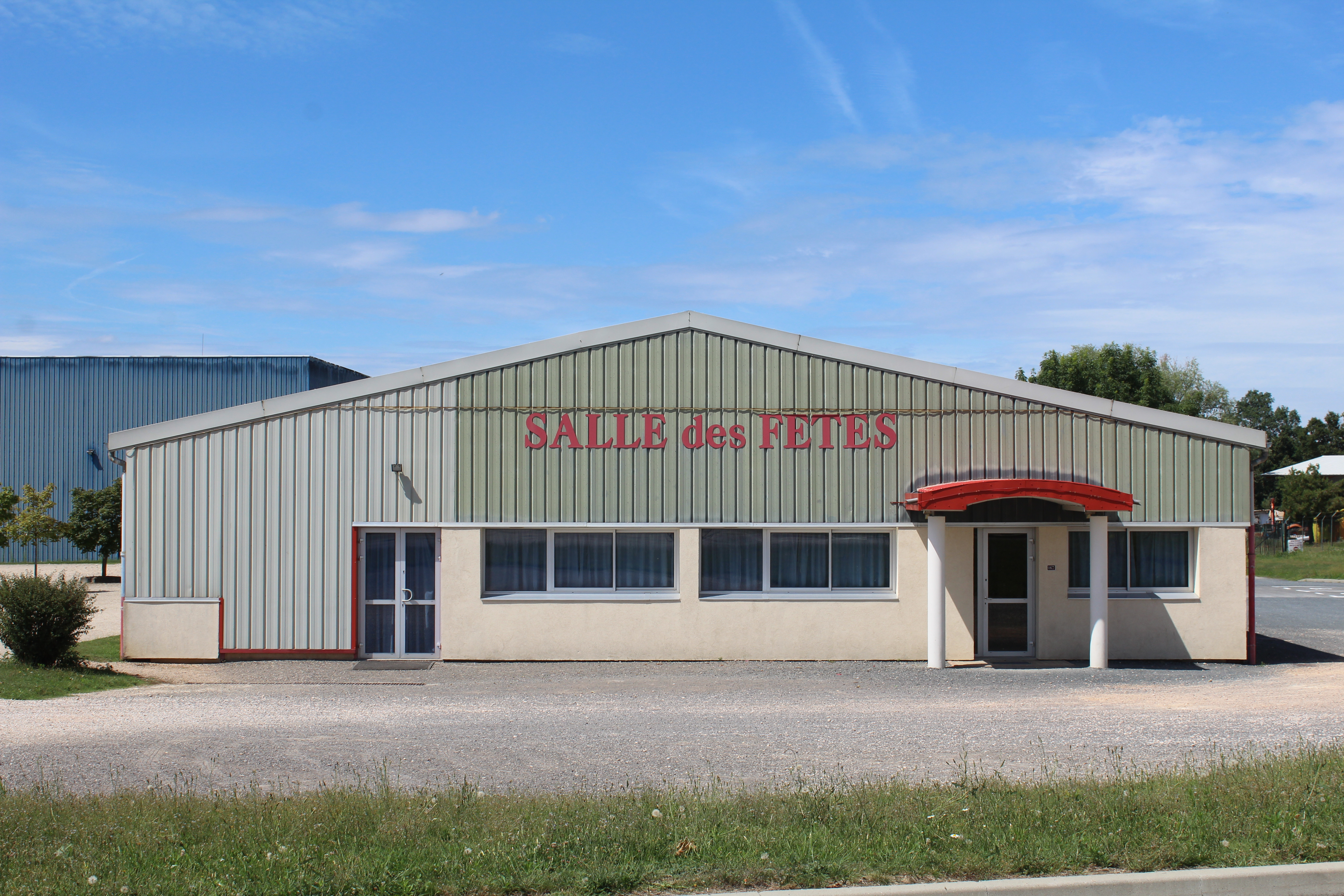
Gemeindefesthalle
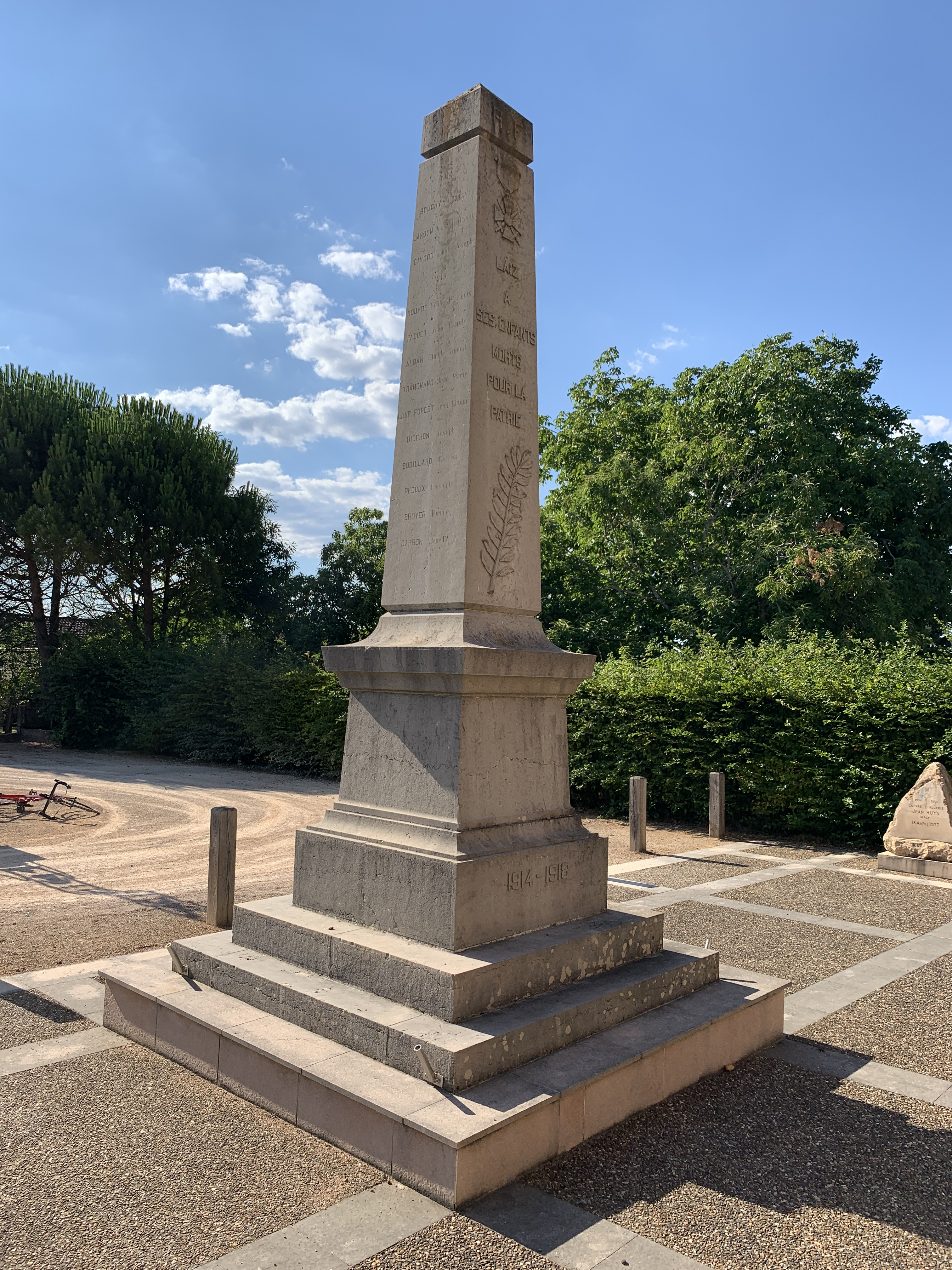
Gefallenendenkmal

## Gemeindepartnerschaft
Über den Gemeindeverband besteht eine Partnerschaft mit der deutschen Gemeinde Straubenhardt in Baden-Württemberg.